# Mario Torriani
Mario Torriani (all'anagrafe Mario Giovanni Emanuele Torriani) (Genova, 7 febbraio 1895 – Genova, 15 ottobre 1928) è stato un calciatore italiano, di ruolo attaccante.

## Biografia
Morì prematuramente nel 1928, per una polmonite.

## Carriera
Dopo gli esordi con Liguria e AC Ligure, nel 1919 passò all'Andrea Doria con cui disputò 82 partite con 12 reti nella massima divisione fino al 1927.
Dopo lo scioglimento dell'Andrea Doria, nella stagione 1927-1928 passò alla Carrarese e nell'estate successiva al Viareggio; disputò la sua ultima gara il 7 ottobre 1928, sul campo del Pisa.